# قرار مجلس الأمن التابع للأمم المتحدة رقم 860
قرار مجلس الأمن التابع للأمم المتحدة رقم 860، المتخذ بالإجماع في 27 آب / أغسطس 1993، بعد الإشارة إلى القرارات 668 (1990)، 745 (1992)، 840 (1993) وغيرها من القرارات ذات الصلة بشأن كمبوديا، أكد المجلس خطط انسحاب سلطة الأمم المتحدة الانتقالية في كمبوديا.
تم تكريم الملك السابق نورودوم سيهانوك لمساعدته في تحقيق السلام والاستقرار والمصالحة الوطنية الحقيقية في البلاد. وأشار المجلس إلى أن الفترة الانتقالية في اتفاقيات باريس ستنتهي عندما توافق الجمعية التأسيسية المنتخبة على الدستور وتحول نفسها إلى مجلس تشريعي وحكومة. كما أشار إلى طلب الإدارة الكمبودية المشتركة المؤقتة بالإبقاء على تفويض السلطة الانتقالية إلى أن يتم تشكيل حكومة جديدة.
وشدد المجلس على أهمية استكمال الدستور وفقا لاتفاقيات باريس، مؤكداً أن مهام السلطة الانتقالية ستنتهي عند تشكيل حكومة جديدة في سبتمبر 1993. واختتم باقرار أن فترة الانسحاب ستنتهي بحلول 15 تشرين الثاني / نوفمبر 1993، من أجل ضمان انسحاب آمن ومنظم للعنصر العسكري للسلطة الانتقالية.

## روابط خارجية
- نص القرار في undocs.org